# Alex Bolt
Alex Bolt (* 5. Januar 1993 in Murray Bridge, South Australia) ist ein australischer Tennisspieler.

## Karriere
Sein Debüt auf der ATP World Tour gab Bolt dank einer Wildcard im Herrendoppel der Australian Open 2013 an der Seite von Greg Jones. Sie erreichten die zweite Runde, in der sie Daniele Bracciali und Lukáš Dlouhý in zwei Sätzen unterlagen. 2014 erhielt er erneut eine Wildcard für die Doppelkonkurrenz, die er dieses Mal mit Andrew Whittington bestritt. Zusammen erreichten sie das Viertelfinale, nachdem sie unter anderem in der zweiten Runde die amtierenden Weltmeister, das an Position drei gesetzte spanische Doppel David Marrero und Fernando Verdasco, in drei Sätzen besiegten. Im Viertelfinale unterlagen sie in zwei Sätzen Daniel Nestor und Nenad Zimonjić. In der Weltrangliste rückte Alex Bolt nach diesem Erfolg auf Rang 100 vor.
Mit Whittington, meist sein Doppelpartner, gewann er außerdem die Challenger-Turniere in Anning 2014 und Canberra 2015. In Anning gelang im 2014 neben dem Doppel- auch der Einzelsieg. Im Finale besiegte er Nikola Mektić in zwei Sätzen. 2015 hatte er bei den BNP Paribas Open in Indian Wells außerdem sein erstes Einzelmatch auf der World-Tour. Nach überstandener Qualifikation verlor er in Runde 1 gegen Robin Haase glatt in zwei Sätzen.

## Erfolge
| Legende (Anzahl der Siege)  |
| Grand Slam                  |
| ATP World Tour Finals       |
| ATP World Tour Masters 1000 |
| ATP World Tour 500          |
| ATP World Tour 250          |
| ATP Challenger Tour (12)    |

### Einzel

#### Turniersiege
| Nr. | Datum         | Turnier    | Belag     | Finalgegner     | Ergebnis       |
| --- | ------------- | ---------- | --------- | --------------- | -------------- |
| 1.  | 3. Mai 2014   | Anning     | Sand      | Nikola Mektić   | 6:2, 7:5       |
| 2.  | 11. März 2018 | Zhuhai     | Hartplatz | Hubert Hurkacz  | 5:7, 7:64, 6:2 |
| 3.  | 20. Juni 2021 | Nottingham | Rasen     | Kamil Majchrzak | 4:6, 6:4, 6:3  |

### Doppel

#### Turniersiege
| Nr. | Datum             | Turnier      | Belag     | Partner            | Finalgegner                     | Ergebnis          |
| --- | ----------------- | ------------ | --------- | ------------------ | ------------------------------- | ----------------- |
| 1.  | 2. Mai 2014       | Anning       | Sand      | Andrew Whittington | Daniel Cox Gong Maoxin          | 6:4, 6:3          |
| 2.  | 8. November 2015  | Canberra (1) | Hartplatz | Andrew Whittington | Brydan Klein Dane Propoggia     | 7:62, 6:3         |
| 3.  | 5. August 2017    | Lexington    | Hartplatz | Max Purcell        | Tom Jomby Eric Quigley          | 7:5, 6:4          |
| 4.  | 28. Oktober 2017  | Traralgon    | Hartplatz | Bradley Mousley    | Evan King Nathan Pasha          | 6:4, 6:2          |
| 5.  | 4. November 2017  | Canberra (2) | Hartplatz | Bradley Mousley    | Luke Saville Andrew Whittington | 6:3, 6:2          |
| 6.  | 11. Februar 2018  | Launceston   | Hartplatz | Bradley Mousley    | Sekou Bangoura Nathan Pasha     | 7:66, 6:0         |
| 7.  | 10. Juni 2023     | Tyler        | Hartplatz | Andrew Harris      | Evan King Reese Stalder         | 6:1, 6:4          |
| 8.  | 9. September 2023 | Shanghai     | Hartplatz | Luke Saville       | Bu Yunchaokete Tergel           | 4:6, 6:3, [11:9]  |
| 9.  | 3. Februar 2024   | Burnie       | Hartplatz | Luke Saville       | Tristan Schoolkate Adam Walton  | 5:7, 6:3, [12:10] |

## Abschneiden bei Grand-Slam-Turnieren

### Einzel
| Turnier         | 2013 | 2014 | 2015 | 2016 | 2017 | 2018 | 2019 | 2020 | 2021 | 2022 | 2023 | 2024 | 2025 | Karriere |
| --------------- | ---- | ---- | ---- | ---- | ---- | ---- | ---- | ---- | ---- | ---- | ---- | ---- | ---- | -------- |
| Australian Open | Q2   | Q1   | —    | Q1   | 1    | 1    | 3    | 2    | 2    | 1    | Q2   | —    | Q1   | 3        |
| French Open     | Q1   | —    | Q1   | —    | —    | Q1   | Q1   | Q1   | Q1   | —    | Q1   | —    | Q1   | —        |
| Wimbledon       | —    | Q3   | —    | —    | —    | 1    | Q2   |      | 2    | —    | Q1   | 1    | 1    | 2        |
| US Open         | —    | Q1   | —    | —    | —    | Q3   | Q1   | —    | —    | —    | —    | Q2   |      | —        |

Zeichenerklärung: S = Turniersieg; F, HF, VF, AF = Einzug ins Finale / Halbfinale / Viertelfinale / Achtelfinale; 1, 2, 3 = Ausscheiden in der 1. / 2. / 3. Hauptrunde; Q1, Q2, Q3 = Ausscheiden in der 1. / 2. / 3. Qualifikationsrunde; nicht ausgetragen